# Karika
Karika (Karikapatak, románul: Creaca) falu Romániában, Szilágy megyében.

## Fekvése
Szilágy megyében, Zsibótól délre, Farkasmező nyugati szomszédjában, az Egregy-patak és a Bréd-patak közt fekvő település.

## Története

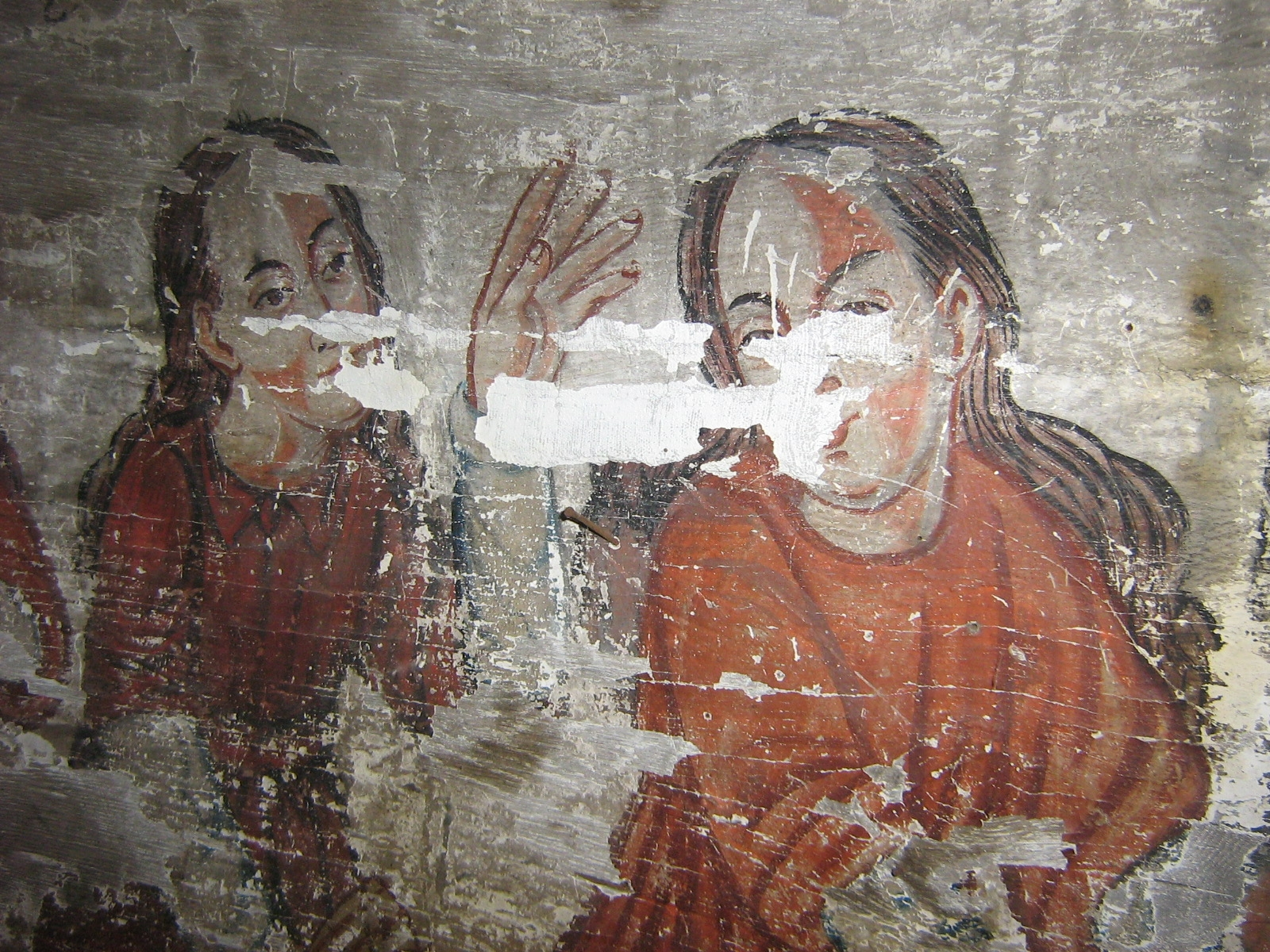
Freskórészlet a templomból

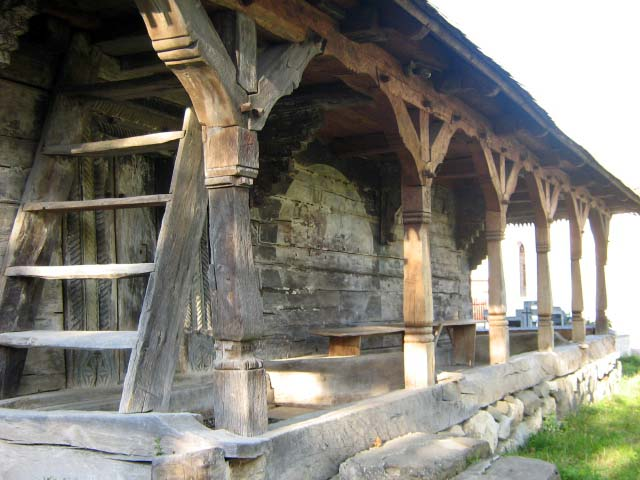
A fatemplom tornáca

Karika nevét az oklevelek 1385-ben említették először Karika néven, majd 1475-ben Karyka formában írták nevét. A település a Kusalyi Jakcs család birtoka volt.
1423-ban a váradi káptalan által Zsigmond király iktattatta be a Jakcsi családot; Kusalyi Jakcs György Dénes és János nevű fiait, valamint János gyermekeit Lászlót és Györgyöt  Karika település birtokába.
1549-ben Kővárhoz tartozott, és a Jakcsiak birtoka volt, de az övék volt még 1582-ben is.
1682 előtt a Wesselényi család birtoka volt, a falu az itt folyó kuruc harcokban elpusztult.
A falu határában a kuruc korban épített sáncok maradványai az 1900-as évek elején még láthatók voltak. 1690-ben Wesselényi Pál volt birtokosa, aki Szűcs Bálintnak és feleségének Varga Erzsébetnek, Zilahi lakosoknak adta zálogba.
1750-ben tartott népszámláláskor a falunak 164 görögkatolikus lakosa volt. 1797-ben végzett összeíráskor birtokosa Wesselényi Miklós volt. 1847-ben 506 lakosa volt, valamennyi görögkatolikus.
1890-ben a 606 lakosából 31 magyar, 559 oláh, 16 egyéb nyelvű. Ebből 7 római katolikus, 556 görögkatolikus, 17 evangélikus, 21 izraelita. A házak száma 108 volt.

## Nevezetességei
- Görögkatolikusm utóbb ortodox fatemploma 1781-ben épült. Anyakönyvet 1824-től vezetnek.
- A Meszesi kapu néven ismert mintegy tíz és fél kilométernyi hosszúságú szűk völgy, Zilah-tól keletre, mintegy három és fél kilométer távolságnyira kezdődik, és egészen Karika helységig húzódik.
- A falu erdejében található a Széles kő (Peatra Lata) nevű nagy kőszikla.